# 香坂百合
香坂 百合（こうさか ゆり、1986年8月8日 - ）は、日本の元AV女優。
趣味、特技：ショッピング、料理。

## 略歴
2006年に『Debut 香坂百合』でトータル・メディア・エージェンシーTMAからAVデビュー。
AVグランプリ2008で、kawaii*誕生1周年記念として、大橋未久と共演した『kawaii* special ギザカワユス!』が最優秀作品賞に選ばれた。

## 作品

### アダルトビデオ

#### 2006年
- Debut 香坂百合（9月15日［DVD］/12月22日［Blu-ray Disc］、TMA）
- 未体験 香坂百合（10月20日、TMA）
- 制服えっち 香坂百合（11月24日、TMA）
- 涼宮ハヒルの憂鬱 香坂百合（12月15日、TMA）

#### 2007年
- 痴漢バス女子校生 香坂百合（2月23日、TMA）
- ふたなり少女 香坂百合（3月16日、TMA）
- 制服黒タイツCOLLECTION 4時間 2（3月16日、TMA）
- はじめての自主規制 香坂百合（4月27日、I.B.WORKS）
- 薄モザ潮吹きCOLLECTION 4時間（4月27日、TMA）
- 涼宮ハヒルの消失（5月25日、I.B.WORKS）共演:さくらりこ、風吹恋、沢井真帆
- コスプレアイドルCOLLECTION 4時間 3（6月15日、TMA）
- 近親相姦 香坂百合（6月22日、I.B.WORKS）
- NEW21人のカリスマ女子校生薄モザ4時間（6月29日、TMA）
- NON STOP 香坂百合（7月6日、TMA）
- 女教師いぢめ 香坂百合（7月27日、I.B.WORKS）
- BEST HIT TMA100（7月27日、TMA）
- ロゼーン・メイデン（8月10日、TMA）他出演:紅音ほたる、天衣みつ、飯島夏希、あおば、青木瀬奈
- 32人の乳もみインタビュー 4時間（8月10日、TMA）他31名出演
- 失神 失禁 痙攣 イキまくり100連発!（8月17日、TMA）
- バニーガールしか見たくない! 4時間（8月31日、TMA）他出演:さくら奈々、nao.、姫川りな、藤咲りさ 他
- おまたせ♪kawaii*デビュー!! 香坂百合（9月25日、kawaii*）
- 超美乳PERFECT BODY 4時間（10月5日、TMA）
- ぜ〜んぶ、ごっきゅん。 香坂百合（10月25日、kawaii*）
- 縞パン・ニーソックス 4時間（10月19日、TMA）他出演:葉月奈穂、美咲沙耶、あおば、加護範子、永瀬あき、七瀬たまき
- 香坂百合 favorite collection（11月9日、I.B.WORKS）
- アオザイ娘しか見たくない! 4時間（11月9日、TMA）他出演:さくら奈々、山城美姫、姫川りな、MISA、吉澤レイカ、姫野愛、中島あいり、さくらりこ、松田亜美、長澤リカ、華姫りの
- I.B.W 潮吹き SPLASH!!4時間（11月22日、I.B.WORKS）
- TMA超絶Queen ∞ 極2枚組 8時間（11月23日、TMA）
- 学校でセックchu☆ 香坂百合（11月25日、kawaii*）
- kawaii* special ギザカワユス!（12月1日、kawaii*）共演:大橋未久
- I.B.WORKS BIG WAVE2007 4時間（12月14日、I.B.WORKS）
- 黒タイツ娘大全集 2枚組8時間（12月21日、TMA）
- TMA2007COMPLETE 上下巻2枚組8時間（12月28日、TMA）

#### 2008年
- 電マでイキまくる女たち 4時間（1月4日、TMA）
- パイパンハイパーデジタルモザイク 香坂百合（1月13日、MOODYZ）
- TMAコスプレドラマCOLLECTION 2枚組8時間（1月25日、TMA）
- kawaii*BEST大全集01 1周年ベストだょっ全員集合DX4時間（1月25日、kawaii*）
- らき☆ちゅた ☆4時間SPECIAL!!☆（3月13日、MOODYZ）共演:君野ゆめ、高岡紗英、愛里ひな
- 競泳水着大全集 2枚組8時間（3月14日、TMA）
- 痴漢バス女子校生COLLECTION4時間 4（3月28日、TMA）
- ふたなり少女COLLECTION 4時間 2（4月4日、TMA）
- W真性中出し全編ハイパーデジタルモザイク（4月13日、MOODYZ）共演:高岡紗英
- Hi-Vision 競泳水着COLLECTION（5月2日、TMA）
- Lの世界へ、いらっしゃい。(5月19日、ドグマ）共演:真島みゆき
- ルームサービス 香坂百合（6月13日、アップス）
- kawaii* ちゅぱちゅぱフェラチオ4時間（6月25日、kawaii*）
- 美脚・美尻キャンギャルMUSEUM4時間（7月1日、NIRVANA）
- E・Gカップ・ロ●ータ潮吹き10連発（7月4日、V&Rプロダクツ）共演:小坂めぐる
- 立ちバックCOLLECTION 4時間 2（7月11日、TMA）
- マジックミラー号 激烈ボディー逆ナンパ 横浜みなとみらい編（7月17日、ディープス）共演:浜崎りお、小坂めぐる、辻さき
- 美脚クラブ180（7月19日 ミスター・インパクト）他多数出演
- S-BODY Factory 2枚組8時間（7月25日、TMA）
- 極上ベロチュー 香坂百合（8月8日、アップス）
- こだわりの手コキ 4時間SP IX（8月9日 隼エージェンシー）他多数出演
- 女子校生レイプ中出し 5（8月19日、ミスター・インパクト）他出演:まゆみ、国見奈々、向坂美々、小峰ミサ、あいの詩
- 香坂百合の女子校生中出しエッチ（8月21日、h.m.p）
- 僕の妻はおねだりJK　香坂百合（8月22日、マックス・エー）
- 涼宮ヒハルの超激手コキ（9月4日、イフリート）
- 女子高生監禁凌辱 鬼畜輪姦 84 一人ぼっちの転校生（9月7日、アタッカーズ）
- 極☆電マ潮吹きFUCK!! 香坂百合（9月12日、クリスタル映像）
- ロリ相姦　（9月13日 隼エージェンシー）他出演:仲川咲姫、早乙女美奈子、永瀬あき、芹澤かなえ
- Big Boin Style III（9月13日 隼エージェンシー）他出演:浅田ちち、仲村ろみひ、宮崎あい、桜井エミリ、青山れあ
- 家出美少女 香坂百合（10月10日、マックス・エー）
- フェラコレ2008秋SP（10月11日、隼エージェンシー）他多数出演
- 香坂百合のソープしちゃうぞ（11月7日、クリスタル映像）
- 男女の身体が入れ替わる赤い糸2（11月20日、アイエナジー）
- ファミレス戦士プリン（12月4日、イフリート）共演:小坂めぐる
- イカせ!潮!潮!潮!そして黒人FUCK!5 （12月4日、サディスティックヴィレッジ）
- 援交 転校生 （12月12日、アップス）

#### 2009年
- 陵辱!女子校生 マシンバイブ 7 （1月8日、サディスティックヴィレッジ）
- トラトラゴールド Vol.95  (1月23日、トラトラトラ)(無修正作品)
- 完全撮りおろし カリスマモデルだらけの超高級風俗ビル（1月16日、ケイ・エム・プロデュース）他出演:妃乃ひかり、辻さき、小坂めぐる
- お天気お姉さん 中出し20連発（1月22日、アイエナジー）
- 巨乳☆美乳20連発!!（2月27日、マックス・エー）他多数出演
- 最高級秘密倶楽部 親子W中出しソープ（3月1日、V（ヴィ））共演:友田真希
- 女子校生中出し4時間 II（3月19日、ミスター・インパクト）他出演:愛菜りな、姫咲まりあ、向坂美々、国見奈々、あいの詩、若槻ななみ、桜井春、橘ひな、小峰ミサ、まゆみ
- らぶアニコスすたいる（4月1日、MOODYZ）他出演:君野ゆめ、高岡紗英、愛里ひな
- MIKADO Vol.8 カスタム（7月23日、MIKADO）(無修正作品)
- 44人のおっぱいを揉んで!吸いまくる! 2（8月19日、ミスター・インパクト）他多数出演
- 完全撮りおろし もしもカリスマモデルが超高級ソープ嬢だったら… 2（8月21日、ケイ・エム・プロデュース）他出演:辻さき、平井綾、桜井エミリ
- 近親ロリ相姦（11月19日 ミスター・インパクト）他出演:永瀬あき、芹澤かなえ、つぼみ、早乙女ルイ、ひなのりく、あすかみみ

### イメージビデオ
- 香坂百合 19才 Sweet Fragrance（2006年6月23日、イーネット・フロンティア）